# 瑞安·李
瑞安·李（Ryan Lee，1996年10月4日—）是美國的一位演員。他最知名的作品包括在2011年電影超級8中飾演Cary角色。